# Мигел де Унамуно
Мигел де Унамуно и Хуго (шп. Miguel de Unamuno y Jugo; Билбао, 29. септембар 1864 – Саламанка, 31. децембар 1936) био је шпански баскијски писац, филозоф и есејиста, једна од најзначајнијих фигура генерације 1898. За живота је био познат по својим есејима о религији, метафизици, политици и шпанској култури. Данас се пре свега памти по својој прози у којој је на себи својствен начин и песничком употребом језика изражавао психолошка стања и емоционалне конфликте. Као један од претеча егзистенцијализма, у својој филозофији је испитивао напет однос разума и вере, религију, слободу мисли и трагичност смрти. Артур А. Коен га сматра „највећим стилистом шпанског језика после Сервантеса.“ Активно је учествовао у академском и политичком животу своје земље. Предавао је грчки језик и историју шпанске књижевности на Универзитету у Саламанки, а 1900. године први пут је именован за ректора. Био је члан Шпанског посланичког конгреса од 1931. до 1933. године.

## Биографија

### Породица и детињство
Мигел де Унамуно је рођен 29. септембра 1864. у Билбау, у улици Каље де Ронда број 16. Био је треће од шесторо деце и први син трговца Феликса де Унамуна и његове седамнаест година млађе сестричине Саломе де Хуго . Будући да је рођен истог дана кад и Мигел де Сервантес, највероватније је по њему добио име. Пре њега су рођене Марија Фелиса и Марија Хесуса, a после су на свет дошли Феликс Габријел Хосе, Сусана Пресентасион и Марија Мерседес.
Његов отац Феликс (рођен 1823), син кондитора из Вергаре, као младић је емигрирао у Мексико и тамо стекао мало богатство. У Билбао се вратио 1859. и отворио пекару у четврти Ачури. Са собом је донео и малу библиотеку: то је био први контакт младог Мигела са књигама из друштвених и природних наука. На општинским изборима у Глориоси изабран је за представника округа Сан Хуан. Његова мајка Саломе крштена је у Билбау 25. октобра 1840.
Мигелови родитељи су неколико месеци након његовог рођења променили место боравка и настанили се у улици Каље де ла Крус број 7. У истој кући су живели његови кумови (тетка Валентина и теча Феликс Аранзанди) који су у приземљу држали продавницу чоколаде „Ла Вергареса“. Мигел је са непуних шест година остао без оца који је умро 14. јула 1870. године у бањи Урберуага, у Маркини, од „туберкулозне упале плућа“. Породица је од тада имала економске потешкоће и била је принуђена да живи скромно.
Од 1871. похађао је часове код дон Ихинија у школи „Сан Николас“, која је била смештена у поткровљу улице Каље дел Корео. На припремном катехизису за прво причешће, у цркви Сан Хуан, упознао је Консепсион Лизарагу која ће касније постати његова вереница и супруга.
Са 9 година је био сведок опсаде родног града током Трећег карлистичког рата (1872–1876), догађаја којег ће се касније присетити у свом првом роману „Мир у рату“. Град је држан под опсадом од децембра 1873. до маја 1874. године. Према биографима, ово искуство грађанског рата означило је његов прелаз из детињства у адолесценцију. И сам Унамуно је говорио да је то први значајан догађај у његовом животу.

### Гимназија у Билбау
Следећа етапа у Унамуновом образовању почела је 11. септембра 1875. године. Тог дана је успешно положио пријемни испит за упис у Провинцијалну гимназију. Прву годину је похађао у старој школи „Сан Николас“, јер је гимназија током рата била претворена у војну болницу. Сантос Барон му је био професор латинског и шпанског језика, а Хенаро Карењо опште географије. Из сва три предмета је имао примерне оцене.
Остале четири године је похађао у гимназији. Имао је одбојност према учењу напамет, а посебно су му били досадни часови латинског, историје, географије и реторике. Иако није ценио дидактичке методе свог професора Феликса Аскуенага, допадала му се филозофија, која је у четвртој години обухватала основе психологије, логике и етике. Осим обавезне литературе коју су чинили Балмес и Донсосо, почео је да чита Канта, Декарта, Хегела, Фихтеа, Њутна и друге филозофе. Из предмета које је држао Фернандо Мијег, као што су природна историја, физиологија и хигијена, добијао је одличне оцене, вероватно због педагошког система професора који је умео да пробуди радозналост и занимање код својих ученика. Завршне испите у гимназији је положио 19. и 21. јуна 1880, а диплому је стекао 17. августа.
Учио је цртање у атељеу Антонија Лекуоне, али га је недостатак владања бојом натерао је да одустане од уметничке каријере. Први чланак под називом „Унија нас чини јачим“ (шп. La Unión hace la fuerza) објавио је 27. децембра 1879. године у листу „Весник Билбаа“.

### Универзитетске студије у Мадриду
Студије филозофије и књижевности на Мадридском универзитету уписао је 1880. године. Мадрид није оставио позитиван утисак на Унамуна будући да је био усамљен и да је патио за домом у Билбау. То је био једини период у његовом животу када је дуже боравио у шпанској престоници. Касније се повремено враћао да одржи неко предавање или да присуствује окупљању у Атенеуму, као и из академских и политичких разлога. Током студија је научио немачки језик „читајући Хегела“, Канта и Гетеа. Боравак у Мадриду је значајан и по томе што је Унамуно престао да иде на мису (што је у Билбау редовно чинио) и почео да рационализује своју веру, тј. да тражи логички фундамент хришћанске догме. У томе није успео и запао је у неку врсту агностицизма.
Са 19 година, 21. јуна 1883. године, окончава студије филозофије и књижевности и полаже дипломски испит са одличном оценом. Докторску тезу под називом „Критика проблема о пореклу и праисторији баскијске расе“ (шп. Crítica del problema sobre el origen y prehistoria de la raza vasca) одбранио је 20. јуна 1884. Иако је Унамуно говорио баскијски језик и био поносан на своје баскијско порекло, у својој тези је изнео следеће по становиште по ком се разликовао од баскијских националиста:
Баскијски језик нестаје и нема те људске силе која може да спречи његово изумирање, умире по закону живота. Нека нас не жалости то што ишчезава његово тело — тако ће боље преживети његова душа. (...) Баскијски и шпански су, ма шта ко рекао, неускладиви, а ако и постоје двојезични појединци, не постоје такви народи. Ова двојезичност је пролазно стање.
Након повратка у Билбао 1884. држи часове латинског у Бискајској гимназији, а током наредне године предаје психологију, логику и етику у школи „Сан Антонио“. Своју прву причу – „Видети очима“ (шп. Ver con los ojos) – објавио је у листу „Весник Билбаа“ 1886. У том периоду објављује чланке у листовима „На северу“, „Весник Билбаа“ и „Бискајска ревија“. Године 1888, није успео да добије катедру за психологију, логику и етику на Институту у Билбау, а ни катедру за баскијску филологију. Следеће године путује у Француску, Италију и Швајцарску.
Са Кончом Лизарагом, у коју је био заљубљен од детињства, оженио се 31. јануара 1891. Имали су деветоро деце: Фернанда, Пабла, Рајмунда, Саломе, Фелису, Хосеа, Марију, Рафаела и Рамона. Били су у браку све до њене смрти 15. маја 1934. године у Саламанки.
Зиму и пролеће 1891. проводи у Мадриду припремајући се да конкурише за катедру за грчки језик на Универзитету у Саламанки, коју је на крају и добио у јуну исте године. Током тих месеци склопио је пријатељство са Анхелом Ганиветом, који није добио катедру на Универзитету у Гранади. Њихова преписка о суштини шпанског националног бића у часопису „Бранилац Гранаде“ 1898. (исте године Ганивет је написао своју чувену књигу „Шпански идеаријум“ и извршио самоубиство) објављена је у књизи „Будућност Шпаније“ 1912. године.

### Почетак академске каријере; духовна криза
Породица се 1891. настањује у Саламанки, а Унамуно започиње универзитетску каријеру која ће, са прекидима, трајати све до неколико месеци пред смрт. Према речима његових студената, као професор је био тачан и савесно је извршавао своје академске обавезе. Од почетка свог боравка у том граду активно је учествовао у културном животу, а његово присуство на тераси Кафеа Новелти, поред општине, постало је регуларно; тај обичај је трајао све до 1936.
Приступа Социјалистичкој групацији (шп. Agrupación Socialista de Bilbao) 11. октобра 1894, из које иступа три године касније након одбацивања филозофске доктрине материјализма. Објављује чланке у различитим часописима, а посебно се истиче његова сарадња у социјалистичком недељнику „Борба класа“, основаном 1895. Те године објављује чувену збирку есеја „О кастицизму“,
Његов син Рајмундо, рођен 1896. године, разболео се од менингитиса који је изазвао хидроцефалију, од које је и умро 1902. То је било изузетно болно за целу породицу и током тих шест година Унамуно се није раздвајао од свог сина. Године 1897, објавио је „Мир у рату“, свој први роман који се бави Трећим карлистичким ратом (1872—1876) и опсадом Билбаа. Та година је значајна и по Унамуновој дубокој религиозној кризи која представља прекретницу у његовом погледу на свет. Током најтежих дана кризе размишљао је да изврши самоубиство, али је због породице одустао од те идеје. Та епизода је заувек остала урезана у његовом памћењу јер је из ње извео проблем људске бесмртности - централну тему свог филозофског и књижевног дела. Главни узрок за ово искуство лежи у бризи за озбиљно болесног сина. Сам Унамуно је кризу протумачио као неку врсту конверзије, као почетак враћања вери коју је изгубио. Почиње да пише дневник и на кратко се повлачи у манастир Сан Естебан близу Саламанке.

### Ректор Универзитета у Саламанки
Након живог говора одржаног пред академском заједницом 1900. године, први пут је, са само 36 година, именован за ректора Универзитета у Саламанки, положај који је заузимао три пута. Избор није прошао без полемике међу члановима наставничког већа. Имао је подршку студената, али не и оних професора који су више нагињали ка поновном избору Мамеса Есперабеа Лозана за ректора и који нису благонаклоно гледали на његово постављење. Повод за антипатију је дао и када се посветио реорганизацији универзитета и стварању катедре за компаративну филологију латинског и шпанског језика, коју је сам држао. Унамуно је дужност ректора обављао до 1914. године, када је смењен.
Унамуно је у лето 1914. са породицом отишао у Португал, али је морао раније да се врати у Саламанку због неодложних обавеза. У град је стигао 30. августа и на Пласа мајор сазнао агенцијску вест: „Бергамин (министар образовања) сменио ректора“. Од тог тренутка почиње једна од најтежих етапа у Унамуновом животу, обележена неуморном политичком активношћу и државним репресалијама. Разлог који је убрзао његову смену с места ректора био је сукоб с властима због признавања титуле бачелора једном колумбијском студенту, а посебно са министром Бергамином који га није претерано поштовао. Према Фератеру Мори, мотив за смену је био политичке природе: оптужен је да је његова политичка делатност некомпатибилна са педагошким радом. С друге стране, Унамуно се на почетку Првог светског рата изјаснио као симпатизер Савезника и учествовао је у оштрој кампањи против прикривене германофилије краља Алфонса XIII, бранећи Савезнике који су за њега представљали једину могућност за спас Шпаније од ауторитарног режима.
Током тих првих четрнаест година на месту ректора објавио је нека од својих најзначајнијих дела, међу којима се истичу романи „Љубав и педагогија“ (1902) и „Магла“ (1914); филозофска дела „Живот Дон Кихота и Санча“ (1905) и „О трагичном осећању живота“ (1913); и збирка поезије „Бројаница лирских сонета“ (1911).

### Политичка активност и државна репресија
С продубљиваљем кризе у земљи појачао је своју антирежимску, антидинастичку и антиолигархијску кампању у новинама и на јавним скуповима. У мају 1917. учествовао је као говорник на митингу левице одржаном на Пласа де лос Торос у Мадриду. У септембру исте године изабран је за одборника у Скупштини Саламанке. У Валенсији је у септембру 1920. године осуђен на шеснаест година затвора због увреде краља Алфонса XIII у чланку који се појавио у листу „Валенсијански трговац“. Оптужио га је да својим нагињањем ка Немцима брани интересе Централних сила у Шпанији. Иако му је дата могућност да затражи помиловање, он је то одбио и уложио је жалбу Врховном суду, који је одлучио да га условно ослободи.
Упркос смени са места ректора, 19. новембра 1921. изабран је за декана Факултета за филозофију и књижевност и за заменика ректора. Две године касније поднео је оставку на обе функције, али је одлуком већине наставничког већа враћен на те положаје.
Проблеми с властима и правосуђем су се погоршали након војног пораза Шпаније у Мароку у лето 1921, а посебно након државног удара Прима де Ривере 13. септембра 1923. и завођења диктатуре. Унамунов политички активизам и његова непрестана критика владајућих структура убрзали су догађаје и 20. фебруара 1924. гувернер Саламанке је добио наређење од владе да смени Унамуна са свих позиција на универзитету. Казна је за собом повлачила и протеривање из земље. Та вест није прошла незапажено. Широм земље и иностранства, у Европи и Латинској Америци, изражавани су протести против протеривања. И поред свега тога, Унамуно је морао да напусти Пиринејско полуострво и 10. марта 1924. протеран је на канарско острво Фуентевентура.
Паралелно са политичком активношћу, Унамуно пише и објављује књиге које припадају најразличитијим жанровима. Од 1917. до 1924. написао је туце дела од изузетне важности за шпанску књижевност, међу којима се истичу романи „Абел Санчез“ (1917) и „Тетка Тула“ (1921); есеји „Шпанска путешествија и визије“ (1922); песничко дело „Веласкезов Христ“ (1920); и драма „Соледад“ (1921).

### Фуентевентура и егзил у Француској
Унамунов борбени карактер није престао ни у прогонству. На Фуентефентури је и даље говорио и писао против диктатора и монарха. Током боравка на острву добијао је вести са Иберијског полуострва о политичкој ситуацији у земљи, а чак су му и неке особе долазиле у посету. Међу посетиоцима се налазио и Анри Диме, уредник часописа „Le Quotidien“, који му је предлагао да са острва побегне у Париз, а тек након дугог премишљања Унамуно је одлучио да напусти Шпанију.
Унамуно је стигао у Париз 28. јула 1924. године, али је његов боравак у том граду био добровољан јер га је влада помиловала пре него што је напустио Фуентевентуру. Он је својевољно одлучио да избегне у Француску будући да је, упркос помиловању, задржао опозициони став према режиму у Шпанији. Тај прогон не само да га је удаљио од породице и Саламанке коју је сматрао својим домом, већ га је коштао и катедре на универзитету која му је, после 36 година, одузета због неодржавања часова.
Унамуно се није осећао добро у Паризу, размишљао је да се врати у Шпанију, али је онда одлучио да, уместо у отаџбину, оде у француско погранично насеље Андеј одакле би имао поглед на Баскију. Започео је сарадњу са Едуардом Ортегом и Гасетом – братом чувеног шпанског филозофа Хосеа Ортеге и Гасета – 1928. године у публикацији „Слободне стране“, малом часопису усмереном против режима Прима де Ривере који се тајно растурао у Шпанији.
Унамуно више није могао да издржи одвојеност од своје породице и земље и 9. марта 1930. (Риверин режим је пао у јануару те године) пешке је прешао француско-шпанску границу и стигао у погранично баскијско село Ирун. Одатле је отишао у Сан Себастијан, па у родни Билбао. На путу за Саламанку задржао се у Ваљадолиду. Када је коначно стигао у Саламанку, дочек је био величанствен. Иако је Унамуно у том граду имао много непријатеља, многи су у њему видели ректора, човека-борца, узорног оца породице, човека који се у одбрани земље суочио са прогонством и судским процесима. Када се вратио на Универзитет у Саламанки, час је започео речима: „Јуче смо говорили...“ (шп. Decíamos ayer...), као да се ништа није догодило. То исто је 1576. године, на истом месту, изговорио шпански писац и хуманиста фра Луис де Леон након четворогодишње робије на коју га је осудила инквизиција.
Током боравка у егзилу Унамуно није престао да ствара. Најзначајнија дела која су настала на основу искуства прогонства су „Како се прави роман“, „Са Фуентевентуре у Париз“ – оба дела су објављена 1925. у Паризу – и „Романсеро из изгнанства“ (1928). У Паризу је такође објавио филозофско дело „Агонија хришћанства“ (1925).

### Друга шпанска република
Након Унамуновог повратка из Француске политичка ситуација у Шпанији се променила. Краљ Алфонсо XIII је протеран из земље, а 14. априла 1931. године проглашена је Друга шпанска република. Сам Унамуно је био задужен да је прогласи у Саламанки. Са општинског балкона је објавио да почиње:
...нова ера и окончава се стара династија која нас је осиромашила, уназадила и заглупела.
Два дана пре тога, као представник републиканско-социјалистичке коалиције, кандидовао се на изборима и изабран је за независног посланика Кортеса испред округа Саламанка.
Те 1931. године не само да се променио шпански политички систем, него се и Унамнуов положај нормализовао; поново је био признат и популаран као пре прогонства. Изабран је за почасног председника прве скупштине Друге републике у Саламанки. Поново се вратио на место ректора које му је седамнаест година пре тога било одузето. За ректора Универзитета у Саламанки именован је 18. априла 1931. Следећег месеца се у Њујорк Тајмсу појавио чланак о новој политичкој ситуацији у Шпанији који је управо Унамуно редиговао.
Унамуно постаје признат не само у земљи, него и у иностранству: у Италији и Француској где су његова дела већ почела да се преводе, као и у Латинској Америци где је већ годинама сарађивао у аргентинском часопису „Нација“. Француски универзитет у Греноблу му је 1934. године доделио почасни докторат, а то исто је учинио и Оксфордски универзитет 1936. И влада је признала тежину његове јавне речи: 27. априла 1931. именован је за председника Савета за јавно образовање (на то место је поднео оставку годину дана касније), а Савет министара га је 1935. године именовао за почасног грађанина Републике. Исте године је предложен за Нобелову награду, што је изазвало критике у мадридској штампи.
Унамуно је последњи час као професор Универзитета у Саламанки одржао 29. септембра 1934. године. Сала у којој одржао последње предавање била је дупке пуна, сви су хтели да присуствују последњем часу професора који је тридесет и четири године био централна фигура универзитета. Тим поводом су организоване велике прославе. Али то није био крај његовог академског рада: проглашен је доживотним ректором и формирана је катедра са његовим именом која му је давала сву слободу да изражава своје ставове.
Међутим, писац и интелектуалац који је за себе рекао да је више него било који други Шпанац допринео – пером, противљењем краљу и диктатору, боравком у егзилу – рађању Републике, почиње да се разочарава. Противио се потезима владе и председника Мануела Азање које је сматрао погрешним: јавно је критиковао пре свега аграрну реформу и верску политику. Није се кандидовао за реизбор на место посланика 1933. Ова побуна против републиканских власти није остала без последица: влада га је сменила с места доживотног ректора и укинула је катедру која је носила његово име.

### Шпански грађански рат
У априлу 1936. године Унамуно је био болестан и дистанциран од својих пријатеља због подршке војницима који ће се 18. јула 1936. побунити и извршити неуспео државни удар, чиме је почео Шпански грађански рат. Он је у побуњеним официрима желео да види групу ауторитарних обновитеља спремних да зауставе распад земље.
Када су 19. јула нове власти смениле чланове општинског већа и замениле их оданим присталицама, Унамуно је прихватио одборничко место које му је понудио нови градоначелник Саламанке, командант Дел Ваље. Тог лета 1936. упутио је позив европским интелектуалцима да подрже побуњенике, проглашавајући их браниоцима западне цивилизације и хришћанске традиције. To је изазвало тугу и запрепашћење у свету. Након што га је Азања сменио с места доживотног ректора, побуњеничка влада у Бургосу га враћа на тај положај. Међутим, одушевљеност побуном убрзо се претвара у разочарање, посебно због бруталне репресије у Саламанки. Пристижу му писма жена пријатеља које га моле да се заузме за њихове затворене, злостављане и стрељане мужеве. Крајем јула његови пријатљи Пријето Караско, републикански градоначелник Саламанке, и Хосе Андрес и Мансо, социјалистички посланик, убијени су, као и Салвадор Вила Ернандез, његов ученик и ректор Универзитета у Гранади. У затвору су се нашли његови блиски пријатељи доктор Филиберто Виљалобос и новинар Хосе Санчез Гомез, који је чекао да буде стрељан. Још једном његовом пријатељу, пастору Англиканске цркве и масону Атилану Коку, прећено је смрћу и на крају је стрељан у децембру 1936. Почетком октобра Унамуно је посетио Франсиска Франка у епископалној палати и узалудно га преклињао да помилује његове заточене пријатеље.

### Инцидент на Универзитету у Саламанки
Унамуно се јавно покајао због своје подршке побуни. У амфитеатру Универзитета у Саламанки, 12. октобра 1936, током свечаног чина поводом почетка нове академске године, који се поклапао са прославом Дана расе, пажљиво је припремљен сценарио за оно што је требало да буде „верски, патриотски (чин) и узвишена демонстрација националне Шпаније“. Унамуно је, као ректор, председавао скупом. На полеђини једног писма, које му је послала супруга Атилана Кока, прибележио је списак предвиђених говорника: историчар Хосе Марија Рамос Лосерталес, свештеник Висенте Белтран де Ередија, професор Франсиско Малдонадо и писац Хосе Марија Пеман. Прва двојица су говорили о „Шпанској империји и историјској суштини нације“. Малдонадо је гневно напао Каталонију и Баскију, називајући их „анти-Шпанијом“. Такође је похвалио војску која је успешно учествовала у новом и истинском „националном крсташком рату“ и потврдио да су Каталонци и Баски, „главни по богатству и одговорности, израбљивачи шпанског човека и имена, [...] до сада живели на рачун других, у сред овог јадног и сиромашног послератног света, у пореском рају и са високим платама“. Пеман је завршио свој говор настојећи да запали слушаоце: „Шпански младићи, нека свако од нас у својим грудима подигне Алказар у Толеду.“
Генерал Хосе Миљан-Астрај одговорио је узвицима којима се обично раздраживао народ: „Шпанија!“; „Једна!“, одговорили су ађутанти. „Шпанија!“, поново је узвикнуо Миљан-Астрај; „Велика!“, узвратио је аудиторијум. «Шпанија!», завршио је генерал; „Слободна!“, закључили су окупљени. Затим је једна група фалангиста обучених у плаве кошуље, подижући десну руку увис, начинила фашистички поздрав портрету Франсиска Франка који је висио на зиду.
Мада се не може са сигурношћу рећи како је Унамуно реаговао јер немамо на располагању снимак или запис, постоје различите реконструкције онога што се десило тога дана. Најпознатија је она коју је Луис Габријел Портиљо објавио у часопису „Хоризонт“ 1941. године, а коју је касније пренео енглески хиспаниста Хју Томас у својој књизи „Шпански грађански рат“. Према Портиљу, овако је изгледала Унамунова реакција:
Огорчени Унамуно, који је хватао белешке без намере да узме реч, устао је и одржао страствен говор:
Очекујете моје речи. Познајете ме добро и знате да не могу да ћутим. Понекад ћутати значи исто што и лагати, јер ћутање може бити протумачено као слагање. Желим да додам нешто на говор – ако се то може тако назвати – професора Малдонада, који је међу нама. Говорило се овде о међународном рату у одбрани хришћанске цивилизације; о томе сам и ја говорио. Али не, наш рат је само нецивилизован рат. Победити не значи убедити, а пре свега треба убедити, а не може убедити мржња која не оставља простор за саосећање. Оставићу по страни личну увреду коју представља удар на Каталонце и Баске, који се називају анти-Шпанијом; па добро, они са истим правом могу рећи исто. Господин бискуп (Унамуно је показао на уплашеног прелата који се налазио поред њега) је, хтео он то или не, Каталонац рођен у Барселони, и овде је да подучава хришћанску доктрину, коју не желите да упознате. Ја сам, као што знате, рођен у Билбау и читавог живота подучавам шпански језик, који не познајете...
Тада је генерал Хосе Миљан-Астрај, који је гајио дубоко непријатељство према Унамуну, почео да виче: „Могу ли да говорим? Могу ли да говорим?“. Његова пратња је показала оружје и неко из публике је узвикнуо: „Живела смрт!“ (шп. Viva la muerte; тадашњи мото Шпанске легије). Миљан-Астрај је напао Каталонију и Баскију, рекавши да су два „канцера на телу нације. Фашизам, исцелитељ Шпаније, знаће како да их одстрани, секући на живо, као непоколебљиви хирург лишен лажне осећајности.“ Толико се узбудио да није могао да настави говор. Док је тражио речи, маса је узвикивала „Живела Шпанија!“ Настао је тајац. Узнемирени погледи су били упрти у Унамуна, који је рекао:
Управо сам чуо некрофилни и неразумни узвик „Живела смрт“. То ми звучи исто као „Смрт животу“. Чак и ја, који сам провео живот правећи парадоксе који су изазивали гнев код оних који их нису разумевали, морам вам, као стручњак за те ствари, рећи да ми је тај бесмислени парадокс одвратан. Како је изречен у част последњег говорника, схватам да је упућен њему, мада на један претеран и мучан начин, као сведочанство да је он сам симбол смрти. Генерал Миљан-Астрај је инвалид. Није нужно да то изговоримо спушеним гласом. Он је инвалид рата. То је био и Сервантес. Али крајности не представљају правило. Нажалост, данас у Шпанији има исувише богаља. И биће их још више ако нам Бог не помогне. Узнемирава ме мисао да би генерал Миљан-Астрај могао да одређује правила психологије маса. Један богаљ коме недостаје духовна величина Сервантеса, који је био човек, не натчовек, мужеван и очуван и поред своје обогаљености, један инвалид, као што рекох, који нема ту надмоћ духа тражи олакшање у томе да види како се око њега увећава број богаља. Генерал Миљан-Астрај жели да створи нову Шпанију, без сумње негативну творевину, по својој слици и прилици. И зато би желео једну обогаљену Шпанију...
У том тренутку је Миљан-Астрај раздражено узвикнуо „Смрт издајничкој интелигенцији! Живела смрт!“ Писац Хосе Марија Пеман, у настојању да смири духове, исправља га следећим речима: „Не! Живела интелигенција! Смрт рђавим интелектуалцима!“ Унамуно је без страха наставио:
Ово је храм интелигенције, а ја сам његов првосвештеник. Ви скрнавите његове свете зидине. Ја сам увек био, ма шта рекла пословица, пророк у сопственој земљи. Ви ћете победити, јер имате бруталну силу. Али нећете убедити, јер да бисте убедили, морате уверити. А да бисте уверили, морати имати нешто што вам недостаје: разум и право на вашој страни. Узалудно је позивати вас да мислите на Шпанију. Све сам рекао.
Побеснела публика му је упућивала свакојаке увреде, неки официри су држали руку на обарачу, али је Унамуно успео да се извуче захваљујући интервенцији Франкове супруге Кармен Поло, која га је ухватила руку под руку и одвела кући.
Тог истог дана општинско веће се тајно састало и избацило Унамуна. Његово избацивање је затражио одборник Рубио Поло „због Шпаније, којој је нож у леђа забила либерално-масонска псеудоинтелигенција чија је мисао (...) остала чврста само у вољи за осветом, у свему другом је била варљива, кривудава и променљива, није имала критеријуме, већ страсти; није успостављала афирмативне ставове, већ је нудила рђаве сумње; хтела је да помири непомирљиво, католицизам и реформацију; и била је, додајем, тровачица, Селестина интелигенције и девичанске воље различитих генерација студената на академијама, у атенеумима и на универзитетима.“ Франко је 22. октобра потписао декрет којим је Унамуно смењен с места ректора Универзитета у Саламанки.

### Последњи дани
Последње дане живота, од октобра до децембра 1936, провео је у кућном притвору, у стању резигниране туге, очаја и усамљености. У разговору са грчким писцем и новинаром Никосом Казанцакисом, рекао је следеће:
У овом одсудном и болном тренутку за Шпанију, знам да морам да следим војнике. Они су једини који ће нам вратити ред. Знају шта значи дисциплина и знају како да је наметну. Не, нисам постао десничар. Не слушајте шта говоре људи. Нисам издао слободарске циљеве. Али сада је од суштинске важности да ред буде обновљен. Али већ следећег дана ћу устати – брзо – и бацићу се у борбу за слободу, ја сâм. Не, нисам ни фашиста ни бољшевик; ја сам усамљеник.
Италијанском филозофу Лоренцу Ђусу писао је 21. новембра:
Варварство је једнодушно. То је режим терора са обе стране. Шпанија се боји сама себе, престрашена је. Избила је католичка и антикатоличка лепра. Звијају и траже крв и једни и други. И ту је моја јадна Шпанија, крвари, пропада, трује се и заглупљује.
Умро је изненада у свом дому у улици Каље Бордадорес, 31. децембра по подне, током посете фалангисте Бартоломеа Арагона, старог ученика и ванредног професора на Правном факултету. И поред тога што је умро у кућном притвору, на сахрани је уздизан као фалангистички херој. Након његове смрти, шпански песник Антонио Мачадо је написао:
Истакнимо да је данас Унамуно изненада умро, као човек који умире у рату. Против кога? Можда против самог себе; можда, мада многи не верују, и против људи који су продали Шпанију и издали њен народ. Против самог народа? Никада нисам у то веровао, нити ћу икада веровати.

## Дело

### Филозофија и есејистика
Мигел де Унамуно се интелектуално формирао под утицајем рационализма и позитивизма. У младости је био заинтересован за социјализам; писао је чланке у часописима „Борба класа“ и „Социјалиста“ и у њима изразио забринутост за друштвену и политичку ситуацију у којој се налазила Шпанија крајем 19. века. У својој првој збирци есеја „О кастицизму“ (1895) решење за многе недаће које су гушиле Шпанију видео је у њеној европеизацији (шп. europeizar España). Касније ће одбацити ту идеју и почеће да се залаже за хиспанизацију Европе (шп. españolizar Europa). У том делу уводи и концепт интраисторије, који се разликује од званичног концепта историје. Унаумно истиче да сваки народ мора да упозна своју историју ако жели да упозна свој карактер. По његовом мишљењу, протагонисти интраисторије (која је вечна и непроменљива) су обични људи искључени из званичне површинске историје пуне великих личности и значајних догађаја.
Међутим, под утицајем филозофа као што су Артур Шопенхауер, Адолф фон Харнак и Сорен Кјеркегор, као и услед духовне кризе из 1897, почео је да на човека гледа као на „биће од крви и меса“ (шп. ente de carne y hueso), а у животу циљ по себи. Одбацио је рационализам и материјализам у корист егзистенцијалистичког погледа на свет и волунтаристичке потребе за Богом. Сматрао је да је смрт нешто коначно и да живот има свој крај, али да и поред тога у нама постоји потреба да верујемо како ће наш ум преживети. Зато у човеку настаје унутрашњи конфликт између вере (потреба да се верује у Бога и бесмртност) и разума (који нам каже да је човек смртно биће).
Хоће се рећи да твоја суштина, читаоче, моја и сваког човека, ма ко он био, није ништа друго до воља, напор да се и даље буде човек, да се не умре.
У есеју „Никодим, фарисеј“ (1899) могу се уочити зачеци кључних идеја његове филозофије, као што је она о стваралачкој моћи вере:
Кад ми разум каже да нема транцсендентне финалности, вера ми одговара да је мора бити, а како је мора бити – биће је; јер не састоји се толико вера, господо, у стварању онога што нисмо видели, колико у стварању онога што не видимо. Само вера ствара.
Овако постављајући ствари, дошао је до кључног проблема своје филозофске мисли – проблема људске бесмртности. У том смислу су значајна његова дела „Живот Дон Кихота и Санча“ (1905) и „О трагичном осећању живота“ (1913). Тамо разматра четири концепта бесмртности:
- Лична бесмртност. Представља манифестацију воље да се настави са животом (борба за преживљавање).
- Породична бесмртност. Продужење врсте кроз мајчинство и очинство је један од начина да се превазиђе коначност бића.
- Бесмртност преко славе. Омогућава нам да преживимо у сећању других. У овом контексту употребљава термин херостратизам, који потиче из античке легенде о Херострату који је запалио храм у Ефесу како би постао славан. Човек је зарад славе, као форме бесмртности, спреман да поднесе сваку жртву[12].
- Бесмртност преко књижевног дела. Односи се на оживљавање писца у читаоцу и читаоца у писцу.

#### Филозофска и есејистичка дела
- О кастицизму (шп. En torno al casticismo, 1895). У овој збирци од пет есеја Унамуно повезује два аспекта проблема: онај који се односи на Шпанију и онај који се односи на шпански језик. Термин кастицизам (шп. casticismo) изводи из речи каста (шп. casta), а реч каста из придева чист (шп. casto). На тај начин долази до појма castizo којим означава онај народ и језик који су остали чисти, неупрљани страним елементима. Унамуно полази од идеје да „традиција представља супстанцу историје“ и предлаже да се у садашњости тражи вечна и аутентична традиција, оно што се налази испод историје, у интраисторији[58].
- Живот Дон Кихота и Санча (шп. Vida de Don Quijote y Sancho, 1905). У овом есејистичком делу велике филозофске и уметничке вредности[59] Унамуно полази од става да Шпанија већ дуже време лежи понижена и да се дух њеног човека налази на најнижој тачки. Како би се превазишла ова пропаст шпанског хуманитета потребно је пробудити донкихотовско „лудило“. Он је у лику Сервантесове маште видео будући идеал шпанског бића. Дон Кихот је за њега ничеански надчовек: витез љубави, вере, славе, бесмртности, а пре свега херој прожет тајном мисијом, отелотворење вечног живота кроз вољу да не умре и да буде нешто више (шп. ser más)[58].
- Кроз Португал и Шпанију (шп. Por tierras de Portugal y España, 1911). У првом делу ове збирке новинских чланака писац износи своја запажања о португалској књижевности и земљи, а у другом утиске са путовања по Каталонији, Кастиљи, Баскији, Галицији и Канарима[59]. Главна одлика Унамунове описне прозе је да се она не зауставља на ономе што види, већ у пејзажу налази мотиве за размишљање о проблемима који га тиште, као што су жудња за вечношћу, питање Шпаније и шпански језик[58].
- О трагичном осећању живота (шп. Del sentimiento trágico de la vida, 1913). Ово је Унамуново најзначајније дело које представља синтезу целокупне његове филозофије. Састоји се из девет поглавља и епилога[59]. У њему формулише дијалектику вере и разума која се креће између тежње за вечним животом и страха од смрти и ништавила, а човека дефинише као биће детерминисано принципом јединства и континуитета у времену. Износи становиште да ако желимо да будемо бесмртни (или сањамо да јесмо), морамо својом вољом да васкрснемо Бога којег смо убили разумом. Другим речима, из жеље за бесмртношћу проистиче „глад за Богом“ (шп. hambre de Dios)[58].
- Шпанска путешествија и визије (шп. Andanzas y visiones españolas, 1922).
- Агонија хришћанства (шп. La agonía del cristianismo, 1925). Унамуно у овом делу „агонији“ враћа њено изворно значење – „борба“ – и примењује је на „борбу за живот, за опстанак“ (шп. lucha por existir, por prevalecer). Ту пре свега мисли на напор хришћанства да човеку дâ надљудски циљ, а агонија настаје из борбе коју воде глава и срце. Пошто разум оповргава оно што воља потврђује, одатле вечна контрадикција која рађа сумњу и очај[58].

### Романи и приповетке
Унамуно је у свом књижевном делу неговао жанр прозе са јасним иноваторским циљем, а поред тога је настојао да оправда неке од кључних промена које је увео на том пољу. Измислио је реч „нивола“ (шп. nivola) како би означио свој начин схватања романа (шп. novela). Неке од општих карактеристика унамуновске прозе (пре свега ниволе) су:
- Одсуство или сведеност описа. Његови романи, у којима до изражаја долази људски дух, представљају неку врсту скице интимних драма које читаоцу остављају простора да их самостално провери у својој машти.
- Један протагониста. Наслеђе из романтизма у којем је изузетан значај придаван индивидуи.

- Проблем људске егзистенције. За Унамуна је кључни проблем човека и његове личности неутажива потреба „да не престане да буде“ (шп. de no dejar de ser), да никада не умре. Зато је за њега сваки роман покушај да се преживи смрт, да се пређе преко ње, да се на њу гледа са друге стране. Стална преокупација човековом природом и њеним контрадикцијама, подвојеност личности, лудило, рефлексија о људској егзистеницији и њеним манифестацијама: од мушко-женских односа, преко сукоба разума и страсти, па све до сатире друштва и власти.
- Роман као метод спознаје. Преко њега се проширује пуки антрополошки план до те мере да се он непрестано судара са оним онтолошким, нудећи на тај начин мноштво различитих перспектива.
- Реинтерпретација концепта реализма. Више пажње и простора се придаје другом романескном плану који је посвећен роману који је написао неки од ликова (роман у роману), чиме се постиже највећа могућа веродостојност првог или оба романескна плана; мешавина фигура из првог романескног плана са стварним личностима; међусобно преплитање прича...
- Значај дијалога. Дијалог је једно од најважнијих наративних средстава. Тај значај најбоље илуструје Августо Перез, главни лик у Магли, који каже: „И много дијалога!“ (шп. ¡Y mucho diálogo!).
- Отворено и контрадикторно приказивање стварности. Романи су отворене структуре и постоји могућност различитих читања која захтевају интелектуалну ангажованост читаоца.
- Антиципација многих карактеристика савремене прозе: унутрашњи монолог, опскурност ликова, мноштво наративних планова, метафикција...

#### Прозна дела
- Мир у рату (шп. Paz en la guerra, 1895). Роман у којем користи контекст Трећег карлистичког рата (1872–1876) и опсаде Билбаа (коју је доживео у детињству) како би приказао однос између ја и света који је условљен спознајом смрти[59].
- Љубав и педагогија (шп. Amor y pedagogía, 1902). Романескна творевина у којој спаја комично и трагично у једној редукцији ad absurdum позитивистичке социологије. У њој Унамуно прекида са техникама коришћеним у претходном роману и трага за „личним спасењем, ослобађајући се (...) интелектуалних доктрина које само настоје да уређују и класификују свет.“[59]
- Успомене из детињства и момаштва (шп. Recuerdos de niñez y mocedad, 1908) је аутобиографско дело у којем се осврће на свој живот дечака и младића у Билбау[59].
- Огледало смрти (шп. El espejo de la muerte, 1913). У овој збирци приповетки сакупио је 26 прича које је од 1888. године објављивао у новинама и часописима[59].
- Магла (шп. Niebla, 1914). Унамуно је за потребе овог дела измислио нови књижевни жанр који је назвао „нивола“ како би могао да изрази све што је наумио, неоптерећен крутим обрасцима романа. Суштина тог новог жанра је у томе што ликови изговарају сопствене монологе независно од аутора. Томе треба додати и необичне литерарне догађаје као што су сусрет главног лика са писцем и псећи монолог[59].
- Абел Санчез (шп. Abel Sánchez, 1917). Роман у којем Унамуно изврће библијску причу о Каину и Авељу (шп. Abel) како би приказао анатомију зависти. Пошто је дело настало у једном од најтежих периода у његовом животу, у њему преовлађују мрачни, горки и узнемирујући тонови[59].
- Тулио Монталбан (шп. Tulio Montalbán, 1920) је кратак роман о распаду личности једног човека зарад утиска који је хтео да остави на јавно мнење.
- Три узорне новеле и пролог (шп. Tres novelas ejemplares y un prólogo, 1920). Писац у прологу резимира своје основне идеје о теорији приповедања и стварању ликова, а новеле „Ништа мање него читав човек“, „Две мајке“ и „Маркиз од Лумбрије“ одликују се истраживањем унутрашњег света, сведеношћу описних елемената, унутрашњим развојем радње у психолошком времену и истицањем важности дијалога[59].
- Тетка Тула (шп. La tía Tula, 1921). Готово у потпуности изостављајући опис спољашњих феномена и концентришући се на унутрашњост људске личности, Унамуно ствара несвакидашњи лик у којем испитује дихотомију девичанство-материнство повезану са фундаментима хришћанства[59].
- Тереса (шп. Teresa; 1924) је прозна слика која садржи бекеровске риме преко којих се у идеји и у стварности постиже поновно оживљавање вољене жене[59].
- Како се прави роман (шп. Cómo se hace una novela, 1927). Ово је једно од најзагонетнијих Унамунових дела. Критичари овај текст описују као „есеј, исповест, дијалог и дневник“, где се „аутобиографски елементи мешају с размишљањима о књижевном стварању и смислу егзистенције“.[61]
- Свети Мануел Добри, мученик (шп. San Manuel Bueno, mártir, 1930). Пишчево ремек-дело које се сматра његовим духовним тестаментом. Главни јунак је свештеник који проповеда нешто у шта сам не верује. У њему користи кључне симболе дијалектике вере и сумње – језеро, планина, снег, потопљени град... Мануел прихвата ту борбу, постаје мученик који на себе преузима сумњу и пати за целу заједницу утонулу у лаж која их држи на окупу[59].
- Дон Сандалио, шахиста (шп. Don Sandalio, jugador de ajedrez, 1930). У овом роману поставља фундаментална питања о идентитету, о томе шта остаје иза нас после смрти, о смислу егзистенције, а све у наизглед небитном контексту свакодневице као што су коцкарница и шаховска игра[59].

### Поезија
Премда је неговао песнички жанр још од 1884. године, тек је 1907. објавио прву збирку под називом „Песме“. Унамуно се удаљава од формалне углађености карактеристичне за модернистичке песнике његовог доба како би створио свој свет, жуди за „филозофским прожимањем“ без којег није могао да замисли поетско стваралаштво; овај концепт је резимирао у песми „Песничко вјерују“ (шп. Credo poético): „мисли осећање, осећај мисао“ (шп. piensa el sentimiento, siente el pensamiento). У својој поезији обрађује исте оне теме карактеристичне за читаво његово дело: религиозно осећање, егзистенцијални конфликти, Шпанија, интерпретација пејзажа и доживљаји из свакодневице и породичног окружења.

#### Песничка дела
- Песме (шп. Poesías, 1907)
- Бројаница лирских сонета (шп. Rosario de sonetos líricos, 1911)
- Веласкезов Христ (шп. El Cristo de Velázquez, 1920). У питању је дело религиозног карактера инспирисано сликом Дијега Веласкеза „Распети Христ“. Састављено је четири дела и у њему се анализира фигура Исуса Христа из различитих перспектива: симбол жртве и искупљења, рефлексија о библијским именима (Христ као мит, Христ као Човек-Крст, Христ као Бог, Христ у евхаристији), поетичко и симболичко значење Веласкезове слике Христа итд.
- Стихови изнутра (шп. Rimas de dentro, 1923)
- Тереса: стихови непознатог песника (шп. Teresa: Rimas de un poeta desconocido, 1924)
- Са Фуентевентуре у Париз (шп. De Fuerteventura a París, 1925)
- Романсеро из изганства (шп. Romancero del destierro, 1928)

### Драма
Унамуно је неговао драму изван тенденција епохе у којој је живео и стварао. Његове драме покушавају да „образују“ публику нудећи јој „огољеност“ као драмску категорију. У њима се потискује сценска орнаментација, максимално се економише с речима, број ликова се редукује на најмању могућу меру, једва да постоји радња, потискује се интрига... Циљ свега тога је да се на сцени покаже нешто више од позоришног дела, нека врста „драматизованог есеја“. У погледу садржаја, сваки од Унамунових ликова отеловљује тему егзистенције из различитих углова, али скоро увек им је крајњи циљ да укажу на свог творца: „Бићу творац, глумац и публика. Представићу самог себе самом себи“. Ове речи једног од ликова се могу применити на самог Унамуна и његово схватање драмског стваралаштва.

#### Драмска дела
- Сфинга (шп. La esfinge, 1898)
- Повез преко очију (шп. La venda, 1899)
- Принцеза доња Ламбра (шп. La princesa doña Lambra, 1909)
- Покојница (шп. La difunta, 1909)
- Прошлост која се враћа (шп. El pasado que vuelve, 1910)
- Федра (шп. Fedra, 1910)
- Соледад (шп. Soledad, 1921)
- Ракел (шп. Raquel, 1921)
- Сенке из снова (шп. Sombras de sueño, 1926)
- Други (шп. El otro, 1926)
- Брат Хуан или свет је позориште (шп. El hermano Juan o el mundo es teatro, 1929)

## Пријем код критике
Рани критичари Унамуна били су зачуђени његовим парадоксалним и циљано несистематичним есејима и романима. Х. С. Харвуд је 1922. „О трагичном осећању живота“ рекао да је „конфузно и контрадикторно“. О „Животу Дон Кихота и Санча“ Обри Бел је 1919. написао: „Он се не слаже ни са ким другим до са самим собом, а ни са самим собом не баш дуго.“ Иако је В. С. Причет Унамуна назвао „јединим шпанским писцем који је стекао европску репутацију“, одбацио је „Маглу“ као „веома лош роман“.
С друге стране, Унамуно је за живота имао и обожаваоце. Хавелок Елис је 1908. Унамуна прогласио „једним од најблиставијих шпанских писаца и најпронициљивијих критичара“. Амерички романописац Џон Дос Пасос се 1922. дивио Унамуновом „анархистичком гневу“, а Марк ван Дорен је „О трагичном осећању живота“ назвао „најбогатијом, најстраственијом, најблиставијом модерном католичком потврдом вере у бесмртност, сада када су се разум и наука показали у најгорем.“ Едгар Холт је „Живот Дон Кихота и Санча“ сматрао „једним од најокрепљујућих дела које је произвела савремена књижевност“. Такође је истицано да Унамуно представља шпанску осећајност. Џон Меккеј је 1952. написао да је Унамуно био „ван сваке сумње најбољи тумач шпанске расе“.
Већина критичара сугерише да је Унамунова жанровски измешана, метафизичка метафикција била испред свог времена. Ален Леки хвали „Маглу“, „Абела Санчеза“ и „Светог Мануела Доброг, мученика“ „због (њихове) импровизаторске технике“, тврдећи да Унамуново „схватање романа као средства за озбиљну драму, као комичне метафизике, има велике блискости са најбољим делима Хорхеа Луиса Борхеса и Џона Барта“. Мартин Нозик назива „Веласкезовог Христа“ „великим делом неисцрпне виталности и резонанце, (...) сачињеним од преплићућих таласа витмановских ритмова“, а Хауард Јанг цени „Христов“ „милтоновски тон“, као и „покорну тугу у његовим каснијим сонетима“. За Р. Е. Бачелора, Унамуно је модерни парадокс који комбинује „Ничеову империјалну, ратоборну виталност са Пиранделовом интелектуалном парализом, и Ибзенов полетни понос са Кафкином фрустрацијом“. Током 20. века критичари су схватили да, према речима Енрикеа Фернандеза, „Унамумо заслужује да буде категорија за себе“.

## Занимљивости
- За Унамуна се говорило да изгледа као „протестантски свештеник“ будући да није носио кравату и да је обично био обучен у одело закопчано до грла или у сако са истуреном крагном. Понекад је носио обичан црни шешир и по томе се разликовао од осталих чланова генерације 1898. који су носили шешире у боји и са траком, као и баскијске беретке[63].
- Унамуно је од детињства био велики љубитељ оригамија или – како га је он називао – „кокотологије“ (шп. cocotología), и прилично се извештио у прављењу ових фигура од папира. Често се могао видети како у неком кафеу у Саламанки пажљиво пресавија салвету и прави фигуру птичице или неке друге животињице. У томе је видео и корист за своје здравље – сматрао је да спречава појаву парализе[63].
- У аргентинском листу „Нација“, 25. маја 1918. године, објављен је Унамунов чланак „За српски народ“ (шп. Por el pueblo serbio). У њему се осврнуо на „морални проблем – јер то јесте – Јужних Словена, Југословена, или да будем још јаснији, Срба“, а његово решење је видео у томе да „је праведно пустити један народ да развије сопствени идентитет и да не буде наковањ о који ударају други народи, ни територија око које се трву.“ Такође је изразио дивљење према српској епској поезији коју је упоредио са шпанским романсером, истакавши да је „тај дивљења вредан народ сељака, који вероватно као ниједан други осећа демократију, предододређен да у светску културу унесе елементе словенске душе које други словенски народи нису понудили.“[64]